# Шогенцуков, Али Асхадович
Али́ Асха́дович Шогенцу́ков (кабард.-черк. Щоджэнцӏыкӏу Ӏэсхьэд и къуэ Алий; 28 октября 1900 — 29 ноября 1941) — советский кабардинский поэт, писатель, основоположник кабардинской литературы. Заслуженный деятель искусств Кабардино-Балкарской АССР (1939).

## Биография
Родился в селе Кучмазукино, ныне город Баксан Кабардино-Балкарии.
В 1914 году после окончания сельской школы поступил в Баксанскую духовную семинарию (медресе), но был исключён за организацию протеста против решения администрации уволить Нури Цагова (1890—1935), преподававшего дисциплины на кабардинском языке. В 1915 году Шогенцуков поступил на курсы по подготовке учителей, в 1916 году за отличные успехи в учёбе направлен дирекцией курсов в Бахчисарай (Крым), в педагогическое училище им. И. М. Гаспринского. В декабре 1917 года в связи с революционными событиями училище было закрыто, и Шогенцуков продолжил обучение в Османской империи в константинопольском педагогическом училище. Здесь написано стихотворение «Нанэ» («Бабушка»), которое стало его первым поэтическим произведением.
В 1919 году вернулся на родину. Многие годы отдал педагогической деятельности: работал учителем кабардинского языка, директором школы, инспектором районо и облоно. Писал статьи в газетах, в которых уделял внимание кабардинскому языку, образованию и воспитанию подрастающего поколения. Творчество 1920-х годов посвящено пропаганде культурного просвещения народа.
С 1934 года работал в Союзе писателей республики, занимаясь выявлением и продвижением молодых писателей. По совместительству работал научным сотрудником Института национальной культуры Кабардино-Балкарской АССР, участвуя в экспедициях по сбору и обработке фольклорных материалов. В своём творчестве он уделяет внимание истории и культуре кабардинцев, адыгейцев и черкесов. Работал литературным консультантом Кабардинского хора.
В 1930-х годах расширяется тематика творчества, поэт начинает писать в жанре сатиры, уделяет большое внимание коллективизации, международным политическим событиям.
Когда началась Великая Отечественная война, Али Шогенцуков написал стихи, в которых призвал сограждан к защите Родины. Осенью 1941 года отправившийся на войну Шогенцуков попал в плен. Погиб в нацистском концлагере под Бобруйском.

## Литературное наследие
Литературное наследие Шогенцукова, основоположника советской кабардинской поэзии, включает в себя: один роман в стихах, 8 поэм, 2 рассказа, 11 стихотворений, 20 публицистических статей, 9 произведений, переведённых с русского на кабардинский язык. Заметное место в творчестве занимает художественная летопись жизни кабардинского народа в дореволюционную эпоху и при советской власти: поэма «Мадина» (1933), героическая поэма «Вчерашние дни Тембота» (1935), роман в стихах «Камбот и Ляца» (1938). Шогенцуков положил начало кабардинской советской прозе (рассказы «Пуд муки» (1931), «Под старой грушей» (1933)).

Шогенцуков — поэт-новатор кабардинского стиха, основой которого стало новое стихосложение, созданное им в результате освоения народной поэзии и идейно-художественных традиций русской и советской классической литературы. Шогенцуков произвел коренные преобразования, переведя тонический стих в силлаботоническую систему, обогатившую его ритмическое и интонационное звучание. Отбирая и творчески развивая все ценное, образное в кабардинском языке, Шогенцуков существенно обогатил его, наметил пути дальнейшего развития и заложил прочные основы кабардинского литературного языка. Сохранив связь с устным народным творчеством и опираясь на опыт и традиции прошлого, он способствовал росту кабардинской национальной литературы. Для произведений Шогенцукова характерны эпический размах в сочетании с проникновенным лиризмом, красочность деталей, богатство ритмики, творческое использование лексических средств, правдивое воспроизведение действительности. Творчество Шогенцукова проникнуто пафосом любви к человеку-труженику. Созданные на основе глубокого знания истории своего народа, его произведения имеют большую художественную и идейную ценность. В своих ранних стихах, близких к народной поэтике, Шогенцуков не только широко использует лексику кабардинского языка, традиционные фразеологические сочетания, обороты, эпитеты и сравнения, но и создаёт авторские образы и афоризмы.

Перевёл на кабардинский язык сочинения А. С. Пушкина, М. Ю. Лермонтова, Т. Г. Шевченко, М. Горького, К. Хетагурова. Произведения Шогенцукова переведены на многие языки народов бывшего СССР.

## Сочинения
- На кабардинском языке:
  - Стиххэмрэ поэмэхэмрэ. — Налшык, 1938;
  - Хьэжыгъэ пут закъуэ (Пуд муки): Рассказ. — Налшык, 1940;
  - Ныбжьыщӏэ хахуэ (Юный герой): Поэма. — Налшык, 1940;
  - Стиххэмрэ поэмэхэмрэ (Стихи и поэмы). — Налшык, 1941;
  - Тхыгъэ нэхъыфӏхэр (Избранное). — Налшык, 1948;
  - Къамботрэ Лацэрэ (Камбот и Ляца): Роман // ЛХА «Кабарда». — 1948. — Кн. 2. — С. 63-74;
  - Тхыгъэхэр тхылъитӏу: Поэмы. — Налшык, 1957;
  - Тхыгъэхэр томитӏу. Т. 1-2. — Налшык, 1961;
  - Тхыгъэхэр (Сочинения). — Нальчик, 1990;
  - Тхыгъэхэр (Сочинения). — Нальчик, 2000.

- В русских переводах:
  - Мадина: Стихи и поэмы. — Нальчик, 1935;
  - Рассказ старого Булата // СКБ. — 1939. — 28 окт.;
  - Пиренейская роза // СКБ. — 1940. — 12 марта;
  - Юный герой: Поэма. — Майкоп, 1941;
  - Поэмы. — М., 1949;
  - Поэмы и стихотворения. — М., 1950;
  - Моя Родина: Поэма // ЛХА «Кабарда». — Нальчик, 1950. — Кн. 3. — С. 12-28;
  - Моим современникам: Стихи и поэмы. — Нальчик, 1957;
  - Избранное. — М., 1957;
  - Камбот и Ляца: Роман в стихах. — Нальчик, 1968;
  - Избранное. — Нальчик, 1975;
  - Мадина. — Нальчик, 1976;
  - Камбот и Ляца: Роман в стихах. — Нальчик, 1980;
  - Стихотворения. Поэма. Роман в стихах. — Нальчик, 2000.

## Память

Памятник Шогенцукову в Нальчике перед Кабардинским Государственным драматическим театром

- Кабардино-Балкарский драматический театр имени Али Шогенцукова.
- Библиотека им А. А. Шогенцукова в Бобруйске.